# نيكوليتا مكيافيلي
نيكوليتا مكيافيلي (بالإيطالية: Nicoletta Machiavelli)‏ هي ممثلة إيطالية، ولدت في 1 أغسطس 1944 برافارينو في إيطاليا، وتوفيت في 15 نوفمبر 2015 بسياتل في الولايات المتحدة بسبب مرض.

## وصلات خارجية
- نيكوليتا مكيافيلي على موقع IMDb (الإنجليزية)
- نيكوليتا مكيافيلي على موقع روتن توميتوز (الإنجليزية)
- نيكوليتا مكيافيلي على موقع ألو سيني (الفرنسية)
- نيكوليتا مكيافيلي على موقع أول موفي (الإنجليزية)
- نيكوليتا مكيافيلي على موقع قاعدة بيانات الأفلام السويدية (السويدية)
- نيكوليتا مكيافيلي على موقع قاعدة بيانات الفيلم (الإنجليزية)
- نيكوليتا مكيافيلي على موقع كينوبويسك (الروسية)